# Gregor Freches
Gregor Freches (* 21. Oktober 1962 in Bütgenbach) ist ein belgischer Politiker der Partei für Freiheit und Fortschritt (PFF).

## Leben
Gregor Freches begann seine berufliche Laufbahn im Jahr 1980 bei der KANE (Interkommunale), wo er bis 1981 tätig war. Anschließend trat er in die Gendarmerie ein, bei der er bis 1989 Dienst leistete. Nach seinem Ausscheiden aus dem Polizeidienst übernahm er eine leitende Position in einem Möbelgeschäft in Sankt Vith, die er bis 1994 innehatte, und von 1994 bis 2005 bei einem Steinmetzbetrieb in Malmedy. Danach war er bis 2021 als Direktor und Verwaltungsratsmitglied in einem Isolationsbetrieb in Schoppen tätig.
Freches begann seine politische Karriere als Mitglied des Parlaments der Deutschsprachigen Gemeinschaft, dem er seit 2014 angehört. Von 2014 bis 2022 war er Fraktionsvorsitzender der PFF. Seit 2018 ist Freches zudem Mitglied des Gemeinderats von Sankt Vith. Im April 2022 wurde er vom DG-Parlament als Nachfolger seines Parteikollegen Alexander Miesen zum Gemeinschaftssenator im föderalen Senat gewählt. Im August desselben Jahres wurde er mit 89 % der Stimmen zum Präsidenten der PFF gewählt. In diesem Amt trat er die Nachfolge von Kattrin Jadin an, die zur Richterin am Verfassungsgerichtshof ernannt wurde. Seit Januar 2023 gehört Freches dem Präsidium des Senats an und ist damit der erste deutschsprachige Parlamentarier, der in das höchste Gremium des Senats berufen wurde.
Seit dem 1. Juli 2024 ist Freches Minister für die Arbeitsbereiche Kultur, Sport, Jugend, Tourismus und Medien in der Regierung der Deutschsprachigen Gemeinschaft.